# المطرح (بعدان)

تعديل مصدري - تعديل

المطرح محلة تابعة لقرية رهوان السفلى، التابعة لعزلة الحرث بمديرية بعدان إحدى مديريات محافظة إب في الجمهورية اليمنية، بلغ تعداد سكانها 34 حسب تعداد اليمن لعام 2004.